# Le Prix du silence (téléfilm, 1996)
Pour les articles homonymes, voir Le Prix du silence.
Le Prix du silence (Sins of Silence) est un téléfilm américain réalisé par Sam Pillsbury, diffusé en 1996.

## Synopsis
La directrice du centre d'aide aux victimes de viols de Richmond, Molly Mc Kinley est appelée à l'hôpital auprès d'une jeune fille, Sophie, qui dit avoir été violée. L'auteur du viol serait Tommy Bickley, le fils de la famille la plus puissante du comté. Sophie est réticente à porter plainte mais Molly la persuade de le faire et lui trouve un avocat. La famille de Tommy emploie alors toutes sortes de moyens pour discréditer Molly et Sophie.

## Fiche technique
- Titre original : Sins of Silence
- Réalisation : Sam Pillsbury
- Scénario : Shelley Evans
- Photographie : James Bartle
- Musique : David Bell
- Pays :  États-Unis
- Durée : 120 min

## Distribution
- Lindsay Wagner (VF : Josiane Pinson) : Molly McKinley
- Holly Marie Combs (VF : Dominique Vallée) : Sophie DiMatteo
- Cynthia Sikes (VF : Danièle Douet) : Cynthia Hayes
- Laura Bertram : Carrie
- Sean McCann : Lee Keating
- Victor Argo : Nick DiMatteo
- Brian Kerwin (VF : Bernard Lanneau) : Joey Finn
- Jason Cadieux : Tommy Bickley
- Chris Wiggins : Père Flannigan
- Colin Fox (VF : Jean-Pierre Moreux) : Juge Boland

 Source et légende : version française (VF) sur RS Doublage et selon le carton de doublage télévisuel.